# Gyula Branda
Gyula Branda (ur. 18 kwietnia 1977) – węgierski zapaśnik walczący w stylu klasycznym. Zajął czwarte miejsce na mistrzostwach Europy w 2004. Brązowy medalista uniwersyteckich MŚ w 2004. Szósty w Pucharze Świata w 2006. Trzeci na MŚ juniorów w 1994 roku.
Mistrz Węgier w 1997, 2004, 2006 i 2007 roku.